# Kånna distrikt
Kånna distrikt är ett distrikt i Ljungby kommun och Kronobergs län. Distriktet ligger söder om Ljungby.

## Tidigare administrativ tillhörighet
Distriktet inrättades 2016 och utgörs av socknen Kånna i Ljungby kommun.
Området motsvarar den omfattning Kånna församling hade 1999/2000.